# Burg Ittendorf
Die Burg Ittendorf, heute Schloss Ittendorf, ist eine abgegangene Höhenburg und ein späteres Schloss auf einer etwa 440 m ü. NN hohen Erhebung im heutigen Stadtteil Ittendorf der baden-württembergischen Kleinstadt Markdorf im Bodenseekreis. Das Schloss und die Kirche St. Martin gelten als Wahrzeichen Ittendorfs.

## Geschichte
Die vermutlich im 13. Jahrhundert erbaute Burg der Schenken von Schmalegg, einem welfisch-staufischen Ministerialengeschlecht, ist um 1260 bezeugt. 1302 kamen die Burg und das Dorf durch einen formalen Verkauf in die Lehnsabhängigkeit des Klosters Salem. Im Bauernkrieg 1524 wurde die Burg zerstört.
Das Schloss wurde vom Kloster Einsiedeln auf der Burgstelle im 17. Jahrhundert erbaut und von 1671 bis 1677 als Statthalterei ausgebaut.
Das mit einer mittelalterlichen Ringmauer umgebene Schloss ist ein dreistöckiger Staffelgiebelbau, der seit der Säkularisation in privatem Besitz ist.
1959 ging Schloss Ittendorf in den Besitz von Generalkonsul Wolfgang Julius Emil Böttger über.
Seit 2015 befindet sich das Schloss in Eigentum seiner Schwiegertochter Tanja Jasmin Y Böttger.

## Verein Badische Bauernschule
Am 22. November 1931 war die Badische Bauernschule durch mehrere Verbandszusammenschlüsse unter Lambert Schill als „Verein Badische Bauernschule“ nach längerer Umbauphase im Schloss Ittendorf gegründet und in Gegenwart von Minister Andreas Hermes eingeweiht worden. Bereits 1933 wurde sie zwangsaufgelöst und nach dem Zweiten Weltkrieg in Schwerzen neu gegründet.
Das Schloss befindet sich in Privateigentum.